# Dansk Undergrunds Consortium
Dansk Undergrunds Consortium eller DUC er et joint venture mellem Total (43,2 %), Noreco (36,8 %) og den danske stats olie- og gasselskab Nordsøfonden (20 %).
DUC blev grundlagt i 1962 med det formål at assistere A.P. Møller-Mærsk A/S til i bedst muligt omfang at kunne udnytte den koncession, selskabet havde opnået 8. juli 1962 til at udforske og udnytte af olie- og naturgasforekomster i den danske undergrund.
Total E&P udfører opgaver for DUC og varetager efterforskning, udvikling og produktion fra de danske olie- og gas-felter i det område, som koncessionen omfatter.
I 2005 nåede Maersk Oil op på en daglig olieproduktion på omkring 310.000 tønder råolie samt en daglig gasproduktion på omkring 28 mio. kubikmeter naturgas.
Mærsk Oil blev den 21. August 2017 solgt til franske Total for 47 milliarder kroner.